# Folgoso de Caurel
Folgoso de Caurel (w jęz. galicyjskim Folgoso do Courel) – miasto w Hiszpanii we wschodniej Galicji w prowincji Lugo. W pobliżu miasteczka znajduje się pasmo górskie Sierra del Caurel o powierzchni 21 020 ha.